# Athyrium newtonii
Athyrium newtonii là một loài dương xỉ trong họ Athyriaceae. Loài này được Baker mô tả khoa học đầu tiên năm 1891.